# Claude Lemaréchal
Claude Lemaréchal (Paris, 1944) é um matemático francês.
Recebeu o Prêmio George B. Dantzig de 1994.

## Obras
- An algorithm for minimizing convex functions, Proc. IFIP'74, Stockholm, 1974
- Minimization of nondifferentiable functions with constraints, Proc. 12th Conf on Circuit Theory, Urbana-Champaign 1974
- An extension of Davidon´s methods to nondifferentiable problems, in Balinksi, Wolfe (Herausgeber), Math Prog Study 3, 1975
- Nondifferentiable optimization; subgradient and epsilon-subgradient methods, Lecture Notes on Economics and Mathematical Systems 117, 1976
- Bundle methods in nonsmooth optimization, in Lemarechal, Mifflin (Herausgeber), Proc. 1st IIASA Workshop on nonsmooth optimization, Pergamon Press 1978
- On a bundle algorithm for non-smooth optimization, in Mangasarian, Meyer, Robinson (Herausgeber), Nonlinear Programming 4, Academic Press 1981
- Some remarks on the construction of higher order algorithms in convex optimization, J. of Applied Math. and Optimization, Band 10, 1983
- The eclipsing concept to approximate a multivalued mapping, Optimization, Band 22, 1991
- com Jean-Baptiste Hiriart-Urruty: Fundamentals of convex analysis, Grundlehren der mathematischen Wissenschaften, Springer Verlag 2001
- com Hiriart-Urruty: Convex Analysis and Minimization Algorithms, 2 Bände, Grundlehren der mathematischen Wissenschaften, Springer Verlag, 1993, 2. Edição 1996
- com J. Frédéric Bonnans, J. Charles Gilbert, Claudia A. Sagastizábal: Numerical optimization: Theoretical and practical aspects, Universitext, Springer Verlag 2006
- Nondifferentiable optimization, in: G. L. Nemhauser, A. H. G. Rinnooy Kan,  M. J. Todd (Herausgeber) Optimization. Handbooks in operations research and management science, Band 1. North Holland 1989, S. 529–572.
- Lagrangian relaxation, in: Michael Jünger, Denis Naddef, Computational combinatorial optimization: Papers from the Spring School held in Schloß Dagstuhl, May 15–19, 2000. Lecture Notes in Computer Science 2241, Springer Verlag 2001, S. 112–156